# Laichrost
Ein Laichrost oder Laichgitter ist ein Hilfsmittel zur Vermehrung von nicht lebendgebärenden Fischen, insbesondere Frei- und Bodenlaicher im Aquarium.
Es handelt sich hierbei um ein feines Gitter, auf das vorzugsweise feingliedrige Pflanzen oder Moose aufgebunden werden. Die Fische laichen über dem Rost ab, so dass die Eier durch das Gitter fallen und mithin für die Elterntiere oder andere Fressfeinde unerreichbar sind. Nach dem Laichen werden die Elterntiere entfernt und nach dem Schlupf der Jungfische wird das Laichrost entfernt. So wird ein vorzeitiges Entfernen von im Laichgitter verhakten Eiern verhindert und die Schlupfrate erhöht.